# Christie Brinkley
Christie Brinkley, właśc. Christie Lee Hudson (ur. 2 lutego 1954 w Monroe) – amerykańska modelka i aktorka niemieckiego, irlandzkiego, angielskiego i szkockiego pochodzenia.

## Życiorys

### Wczesne lata
Urodziła się w Monroe w stanie Michigan jako córka Marge Brinkley (z domu Marjorie Marie Bowling; 1930–2012) i Herberta Hudsona. Dorastała w Malibu w Kalifornii wraz z bratem Gregiem. Kiedy miała osiem lat, jej matka ponownie wyszła za mąż za producenta, reżysera i scenarzystę Dona Brinkleya (1921–2012). W 1972 ukończyła Palisades High School w Pacific Palisades. W latach 70. jej rodzina przeprowadziła się do Bel Air, okręgu administracyjnego Los Angeles. Naukę kontynuowała w dwujęzycznej szkole Lycée Français de Los Angeles. W wieku osiemnastu lat przeniosła się do Paryża, gdzie uczyła się w szkole artystycznej i dorabiała jako ilustratorka.

### Kariera
W 1973 została dostrzeżona przez fotografa mody Errola Sawyera, który zrobił jej kilka zdjęć i wysłał do paryskiego oddziału agencji Elite. Wkrótce Elite zaproponowała Christie kontrakt. Bardzo szybko zawojowała paryskie i nowojorskie wybiegi. Wielokrotnie zdobiła okładki francuskiego i amerykańskiego wydania magazynu mody Vogue”. Oprócz tego odbywała sesje zdjęciowe dla amerykańskich edycji: „Glamour”, „Mademoiselle”, „Cosmopolitan” i „Harper’s Bazaar”.
W 1976 podpisała kontrakt z firmą kosmetyczną Cover Girl. W 1983 wystąpiła na dużym ekranie w jako kobieta w ferrari w komedii Harolda Ramisa W krzywym zwierciadle: Wakacje (National Lampoon's Vacation) u boku Chevy’ego Chase’a i Beverly D’Angelo.
W 1983 wydała książkę Christie Brinkley's Outdoor Beauty & Fitness Book.
W 2011 zadebiutowała na scenie Broadwayu w roli Roxie Hart w musicalu Chicago, a następnie rok później zagrała tę rolę w Londynie.

## Życie prywatne
Czterokrotnie wychodziła za mąż. W latach 1973–81 jej mężem był Jean-François Allaux. 23 marca 1985 wyszła za mąż za piosenkarza Billy’ego Joela, dla którego stała się inspiracją piosenek „Uptown Girl”, „Christie Lee” czy „Blonde Over Blue”. 1 czerwca 1986 urodziła się ich córka Alexa Ray. 25 sierpnia 1994 doszło do rozwodu. 22 grudnia 1994 poślubiła Richarda Taubmana, z którym ma syna Jacka Parisa (ur. 2 czerwca 1995). W 1995 para rozwiodła się. 21 września 1996 po raz czwarty wyszła za mąż za Petera Cooka. Mają córkę Sailor Lee (ur. 2 lipca 1998). Jednak 3 października 2008 roku rozwiodła się.

## Sesje zdjęciowe
- Francja: Elle (29 września 1975); Vogue (czerwiec 1978); Elle (14 kwietnia 1980); Elle (28 kwietnia 1980); Vogue (czerwiec 1983); Photo (czerwiec 1993)[1]
- Szwecja: Amelia (28 maja 1998)[1]
- USA: Cosmopolitan (czerwiec 1977); Glamour (wrzesień 1977); Glamour (marzec 1978); Mademoiselle (maj 1978); Cosmopolitan (maj 1978) Sports Illustrated (luty 1979); Glamour (lipiec 1979); Cosmopolitan (listopad 1979); Mademoiselle (czerwiec 1980); Life (luty 1982); Harper’s Bazaar (maj 1983); Cosmopolitan (wrzesień 1983); Harper's Bazaar (grudzień 1983); Harper's Bazaar (maj 1984); Harper's Bazaar (listopad 1984); Playboy (listopad 1984); Cosmopolitan (grudzień 1984); Glamour (luty 1985); Glamour (lipiec 1986); Harper's Bazaar (grudzień 1986); Glamour (l kwietnia 1989); New Woman (styczeń 1993); Esquire (lipiec 1994); In-Style (lipiec 1996); Ladies' Home Journal (sierpień 1997); Cowboys & Indians (listopad 1997); Good Housekeeping (czerwiec 2002); Good Housekeeping (lipca 2004); Ladies' Home Journal (wrzesień 2005); Good Housekeeping (maj 2006); Ladies' Home Journal (lipiec 2009); Ladies Home Journal (lipiec 2010); Prevention (luty 2011)[1]

## Filmografia
- 1979: Dinah! - w roli samej siebie
- 1983: W krzywym zwierciadle: Wakacje (National Lampoon's Vacation) jako dziewczyna w ferrari
- 1988: Late Night With David Letterman - w roli samej siebie
- 1994: Szaleję za tobą (Mad About You) – w roli samej siebie
- 1997: W krzywym zwierciadle: Wakacje w Vegas (Vegas Vacation) jako kobieta w ferrari
- 1999–2000: The Rosie O’Donnell Show - w roli samej siebie
- 2009: Brzydula Betty (Ugly Betty) jako Penelope Graybridge
- 2011: Jack i Jill (Jack & Jill) – w roli samej siebie
- 2012-2015: Parks and Recreation jako Gayle Gergich
- 2015: Donny! - w roli samej siebie
- 2016: Robot Chicken – w roli samej siebie (głos)